# قمة البريكس 2014
قمة البريكس 2014 هي قمة الدبلوماسية السادسة لدول البريكس، وهي مجموعة من الدول ذات اقتصادات كبرى صاعدة: البرازيل وروسيا والهند والصين وجنوب أفريقيا. عقدت القمة بين 14 و16 يوليو 2014 في فورتاليزا في البرازيل، وهي أول مرة تستضيف فيها البرازيل القمة بعد انضمام جنوب إفريقيا، لها فقد كانت استضافت قمة البريك 2010.

## الخلفية
عقب قمة البريكس لعام 2013 في ديربان بجنوب إفريقيا، أصدرت الدول المشاركة بيانًا مشتركًا يوجز نتائج المناقشات ويعلن أن البرازيل ستستضيف القمة القادمة التي ستقعد في عام 2014. خططت الدول الأعضاء لإنهاء الترتيبات المتعلقة بالبنك قبل قمة 2014 إثر الموافقة على تأسيس بنك تنمية دولي جديد خلال تلك القمة. كان من المفترض أن تُعقد القمة في مارس 2014، لكن أُجل لوقت لاحق بسبب طلب من الصين، وانعقدت أخيرًا في الفترة من 14 إلى 16 يوليو 2014.

## المشاركون
رؤساء ورؤساء وزراء الدول الخمسة المشاركة هم:

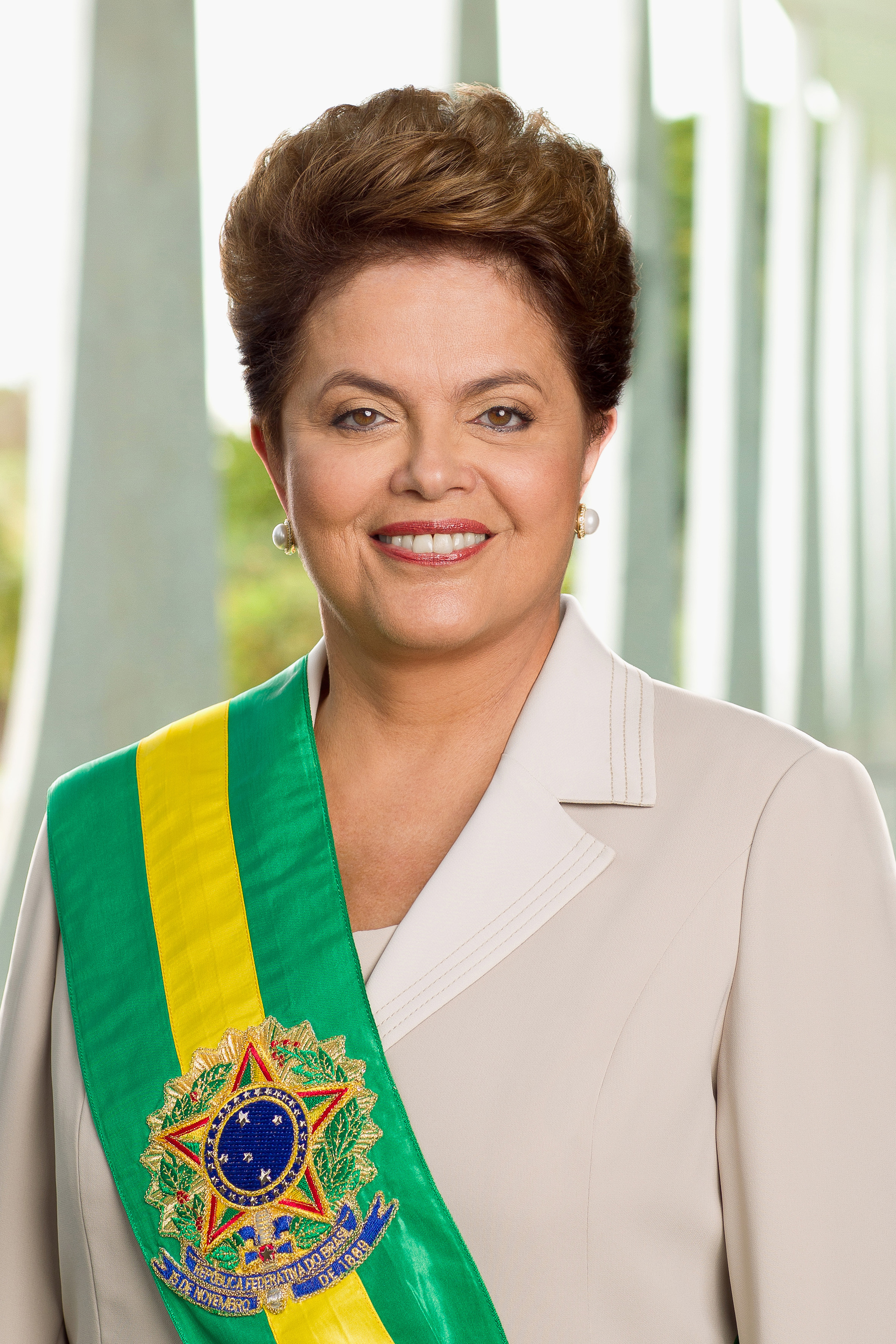
ديلما روسيف، رئيسة البرازيل
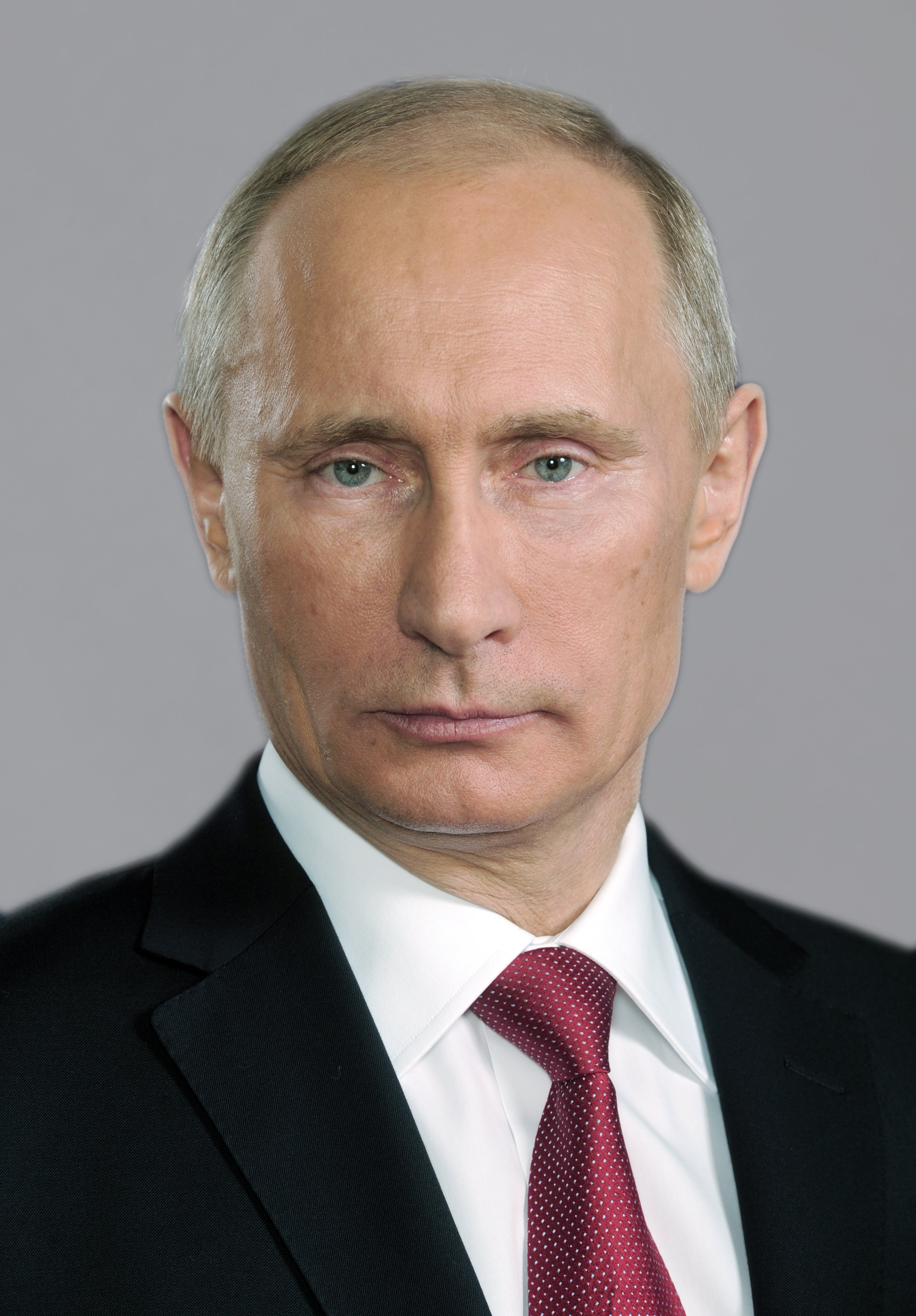
فلاديمير بوتين، رئيس روسيا
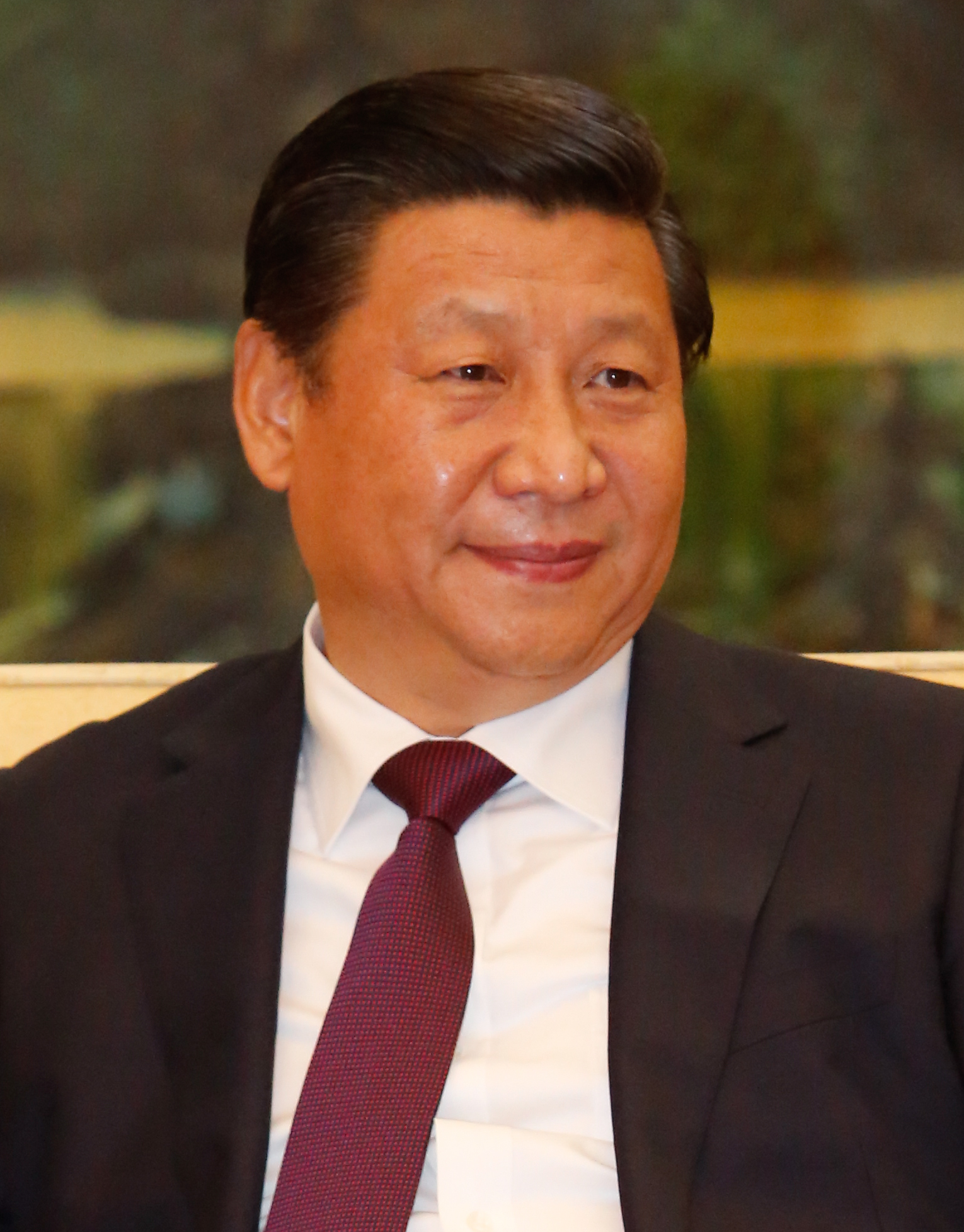
شي جين بينغ، رئيس الصين
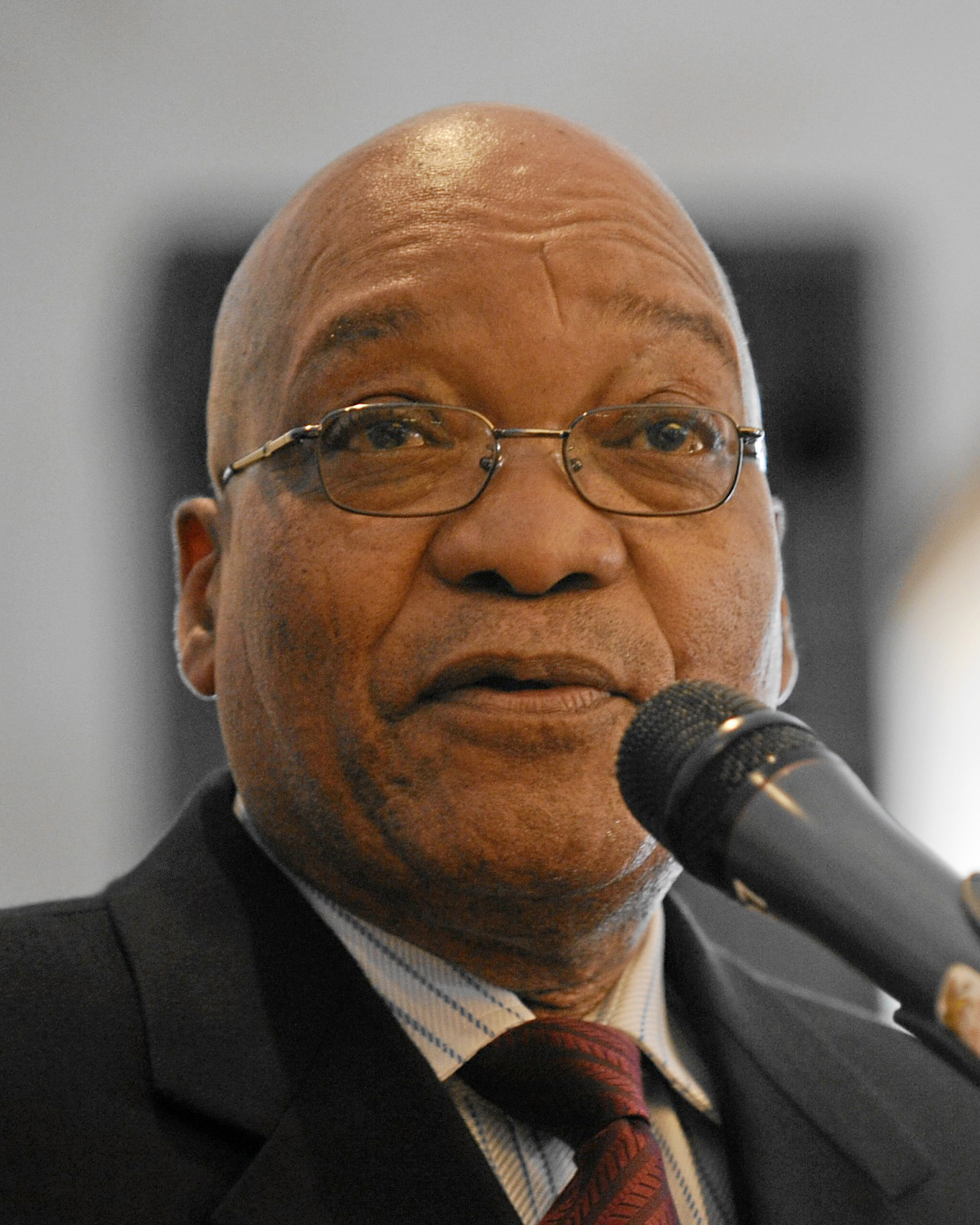
جاكوب زوما، رئيس جنوب إفريقيا
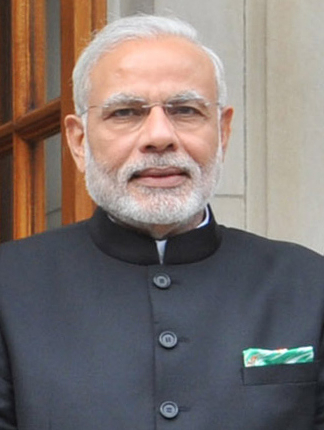
الهند ناريندرا مودي، رئيس الوزراء

### المستدعين
وقد دعي رؤساء الدول الآتية لحضور القمة وقد يكون هذا الامر مؤشر لانضمام دول أخرى للمجموعة وتوسعتها. وخلال طرح السؤال على الرئيسة البرازيلية أجابت ان هذا الموضوع غير مدرج على جدول الأعمال.
الدول التي حضر رؤسائها هي:
- الأرجنتين: كريستينا فرنانديز دي كيرشنر، رئيسة الأرجنتين.[14][15][16][17]
- بوليفيا: إيفو مورالس، رئيس بوليفيا.
- تشيلي: ميشال باشيلي، رئيسة تشيلي.
- كولومبيا: خوان مانويل سانتوس، رئيس كولومبيا.
- الإكوادور: رفاييل كوريا، رئيس الإكوادور.
- غيانا: دونالد راموتار، رئيس غويانا.
- باراغواي: هوراسيو كارتس، رئيس الباراغواي.
- بيرو: أويانتا هومالا، رئيس البيرو.
- سورينام: ديزي بوترس، رئيس السورينام.
- الأوروغواي: خوزيه موخيكا، رئيس الأوروغواي.
- فنزويلا: نيكولاس مادورو، رئيس فنزويلا.

## برنامج القمة
اتفقت دول البريكس في القمة على تأسيس بنك التنمية الجديد برأس مال قدره 100 مليار دولار لتمكين الدول من تجميع الموارد لضمان الاستقرار الاقتصادي. وقد أبرمت دول البريكس اتفاقية للتعاون بين وكالات ائتمان الصادرات لديها: EXIAR (روسيا) وABGF (البرازيل) وECGC (الهند) وSINOSURE (الصين) وECIC (جنوب أفريقيا). وأعربت المجموعة في بيان صحفي عن خيبة أملها وقلقها الشديد بسبب عدم تنفيذ إصلاحات صندوق النقد الدولي لعام 2010، مما يؤثر سلبًا على شرعية ومصداقية وفعالية الصندوق.
صُمم بنك التنمية الجديد ليمثل جميع الدول الخمس الأعضاء في المجموعة، فسيكون مقره الرئيسي في شنغهاي وسيتولى رئاسته مواطن هندي وسيقام أول مكتب إقليمي للبنك في جوهانسبرج وسيكون الرئيس الافتتاحي لمجلس المحافظين من روسيا وأول رئيس لمجلس الإدارة من البرازيل. وستدور الرئاسة التي تستمر خمس سنوات بين أعضاء البريكس.

## الاجتماعات الثنائية
ذُكر أن الرئيس شي جين بينغ أعلم ناريندرا مودي بأن الصين تفكر في إمكانية توسيع منظمة شانغهاي للتعاون لتضم الهند كعضو كامل في قمة المنظمة لعام 2014. أسست القمة مبادئ عدم التدخل والمنفعة المتبادلة التي تشكل أساس العلاقات الثنائية ضمن مجموعة بريكس.

## روابط خارجية
- الموقع الرسمي نسخة محفوظة 18 يوليو 2014 على موقع واي باك مشين..